# 押川清
押川 清（おしかわ きよし、1881年〈明治14年〉1月1日 - 1944年〈昭和19年〉3月18日）は、日本のアマチュア野球選手、編集者、起業家。
早稲田大学野球部の三代目主将を務め、日本初のプロ野球チームである「日本運動協会」（芝浦協会）や、「名古屋軍」（中日ドラゴンズの前身）、「後楽園イーグルス」などの創設者としても知られる。
父は牧師で東北学院創設者でもある押川方義、兄は冒険小説家の押川春浪。長男は劇作家の押川昌一。

## 経歴
現在の宮城県仙台市出身（愛媛県松山市出身と書いてある資料もあるが、押川家は1880年から仙台在住である）。
仙台では1887年（明治20年）9月に、米国聖公会の宣教医であったフランク・ハレルが、第二高等中学校（後の旧制二高、現・東北大学）の教師の就任すると、ハレルは野球道具を持ち込み学生たちに野球を教え、仙台に野球が伝えられた。
こうした環境の中、押川清は、兄の押川春浪（日本SF文学の祖、本名：方存）とともに兄弟そろって子どもの頃からの野球好きとなった。
東北学院に在籍し、兄・押川春浪と東北学院にベースボール会を作る。1894年（明治27年）に行われた仙台で最初の野球の対抗試合である東北学院と旧制二高（現・東北大学）の試合に、清は年少ながらショートで出場する。そのプレーぶりには光るものがあったとされる。
その後、上京し早稲田中学（現・早稲田高校）に入学したが、1897年（明治30年）秋に郁文館中学（現・郁文館高校）に転校し、ベースボール部に入部する。ここで、後に早稲田大学野球部初代主将となる大橋武太郎捕手とバッテリーを組み、当時の強豪であった一高を三度にわたって破るなどした。
郁文館中学卒業後の1902年（明治35年）、早稲田大学に入学。野球部に入部すると橋戸信、河野安通志らと共に中心選手（二塁手や中堅手等）としてプレーし、三代目主将も務めた。1906年（明治39年）に早稲田大学がアメリカ遠征をした際のメンバーにも選ばれている。
1907年（明治40年）、早稲田大学専門部法律科を卒業し、志願兵として軍隊に一年入隊。除隊後は鉱山事業を志し東北各地を調査したが、これは成功しなかった。
1920年（大正9年）、早稲田時代からの付き合いである橋戸、河野と共に、日本最初の職業野球チーム「日本運動協会」の結成に関わる。押川の役割は顧問兼コーチであった。しかし、このチームは関東大震災の影響などもあって解散してしまう（詳細は、日本運動協会の項を参照）。
1936年（昭和11年）には、河野と共に中日ドラゴンズの前身である名古屋軍（「名古屋金鯱軍」の設立に関わったとしている資料もあるが、これは誤り）の設立に関わり、相談役兼顧問兼マネージャーを務めた。翌年、河野と共に名古屋軍を辞め、新球団・後楽園イーグルスの設立に関わる。ここでは球団社長を務めた。
1944年（昭和19年）3月18日、食道ガンのため死去。享年63。墓所は多磨霊園。
1959年（昭和34年）、第1回野球殿堂入り。

## 人物
基本的に無口で、めったなことでは口を開かなかった。早稲田野球部の後輩である飛田穂洲は、「運動場における押川君は口をきかぬ人であり、笑わぬ人である。（中略）しかし一度親しめば真に忘れることのできない人である」と評している。また、「押川の魂の中には、一切虚栄心というものを含んでいなかった。（中略）虚栄心をもたぬ人ほど、信念に対して忠実なものはない。これが、正しいと思えば必ず断行する。情実というものがない。押川はまさにそうした人であり、吾々に与えた感化は安部先生と共に実に大きい」とも述べている。

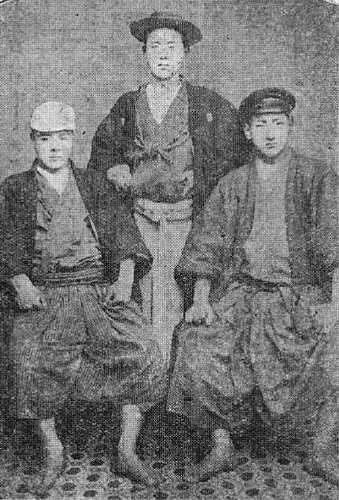
押川（右）と前田光世（左）

## その他
- 押川兄弟が幼い頃、渡米していた父・方義に本場アメリカの野球ボールを送ってくれるように頼んだことがあった。しかし方義は野球を知らなかったのでサッカーボールを送ってしまい、押川兄弟は「アメリカのボールはこんなものなのか」と思いながら無理やりキャッチボールをしていた。
- 早稲田中学時代に同じ寄宿舎だった関係で、柔道家の前田光世（コンデ・コマ）とは親しかった。前田が講道館に入門する際に、押川も共に入門している。
- 隠し芸として琵琶歌があった。飛田穂洲によれば、仲間うちでも数人しか聞いたことがない隠し芸中の隠し芸だったという。
- 兄・春浪が中心となって誕生したスポーツ社交団体「天狗倶楽部」の有力メンバーでもあった。
- 編著に、春浪の選集である『春浪快著集』全4巻（大倉書店、1916年-1918年）がある。

## 編著
『春浪快著集』大倉書店（国会図書館デジタルコレクション）